# Narcissus triandrus
Il narciso ciclamino (Narcissus triandrus L.) è una pianta bulbosa della famiglia Amaryllidaceae

## Descrizione
Il bulbo è marrone, le foglie sono strette e verdi infine i fiori sono gialli (sia corolla che paracorolla).

## Biologia
È impollinato da imenotteri apoidei dei generi Anthophora e Bombus.

## Distribuzione e habitat
Questa specie è nativa della penisola iberica e delle Isole Glénan (Francia).